# Val van Gallipoli
De Val van Gallipoli staat in de geschiedschrijving bekend als de verovering door de Turken van het Byzantijnse fort bij Gallipoli. Gallipoli was in 1354 getroffen door een aardbeving, waarna de Ottomanen vrij spel hadden om het in te nemen. Zo kregen ze voor het eerst een voet in Europa.